# 蒸気の海
蒸気の海（じょうきのうみ）は、月の東半球に位置する環状の月の海の一つであり、月の表側にある。霧の海、湯気の海とも言う。晴れの海の南西側、および雨の海の南東側と接している。北西には、アペニン山脈が存在する。特徴は、直径11kmのクレーター、ヒギヌスから北西と東に伸びる全長約300kmのヒギヌス谷である。蒸気の海の南方には、明るい色の細い筋が存在する。蒸気の海周辺の地層は、前期インブリウム代のものであり、蒸気の海はエラトステネス代に作られたクレーターまたは盆地である。

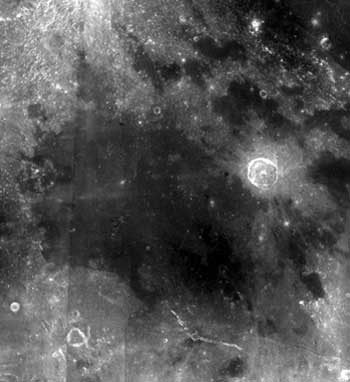
蒸気の海全景。右上の明るい箇所はマニリウス。写真の上の左側はアペニン山脈。
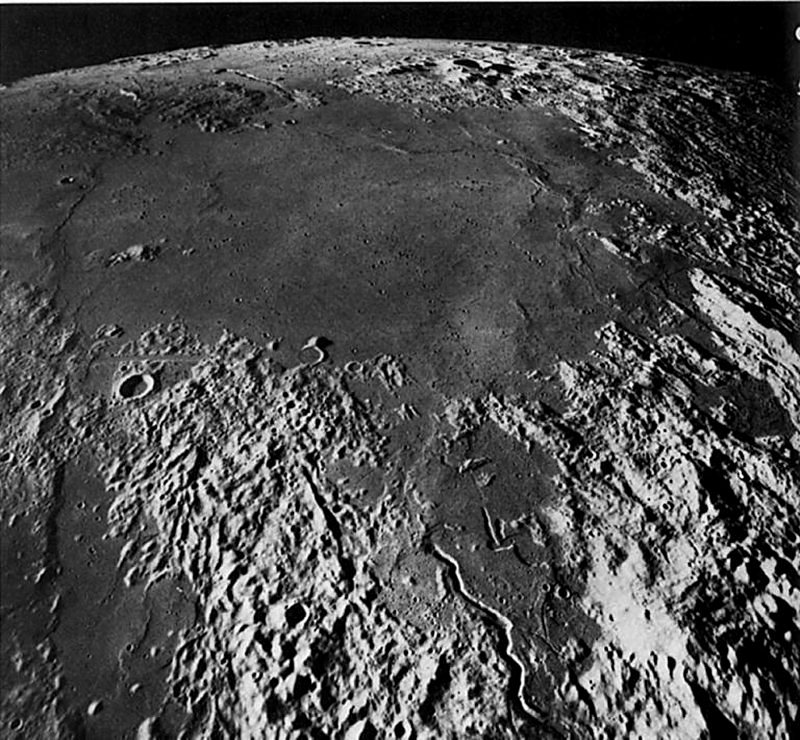
月軌道から見た蒸気の海